# Eleições presidenciais portuguesas de 2006 no distrito de Beja
| Eleições presidenciais portuguesas de 2006 Distritos: Aveiro \| Beja \| Braga \| Bragança \| Castelo Branco \| Coimbra \| Évora \| Faro \| Guarda \| Leiria \| Lisboa \| Portalegre \| Porto \| Santarém \| Setúbal \| Viana do Castelo \| Vila Real \| Viseu \| Açores \| Madeira \| Estrangeiro |

## Resultados por Concelho
Os resultados nos concelhos do Distrito de Beja foram os seguintes:

### Aljustrel
| Candidato               | Candidato               | Votos | %               |
| ----------------------- | ----------------------- | ----- | --------------- |
|                         | Jerónimo de Sousa       | 2 311 | 41,33 / 100,00  |
|                         | Manuel Alegre           | 1 296 | 23,18 / 100,00  |
|                         | Aníbal Cavaco Silva     | 986   | 17,63 / 100,00  |
|                         | Mário Soares            | 730   | 13,05 / 100,00  |
|                         | Francisco Louçã         | 254   | 4,54 / 100,00   |
|                         | Garcia Pereira          | 15    | 0,27 / 100,00   |
| Votos Inválidos         | Votos Inválidos         | 72    | 1,27 / 100,00   |
| Total                   | Total                   | 5 664 | 100,00 / 100,00 |
| Eleitorado/Participação | Eleitorado/Participação | 9 169 | 61,77 / 100,00  |

| Freguesia             | %     | %     | %     | %     | %    | %    | Votantes |
| Freguesia             | JDS   | MA    | ACS   | MS    | FL   | GP   | Votantes |
| --------------------- | ----- | ----- | ----- | ----- | ---- | ---- | -------- |
| Aljustrel             | 42,49 | 24,04 | 16,02 | 12,00 | 5,28 | 0,17 | 2 966    |
| Ervidel               | 50,29 | 22,64 | 17,48 | 6,30  | 3,01 | 0,29 | 698      |
| Messejana             | 33,33 | 22,34 | 21,08 | 18,56 | 3,96 | 0,72 | 569      |
| Rio de Moinhos        | 45,84 | 16,63 | 17,81 | 13,30 | 5,94 | 0,48 | 423      |
| São João de Negrilhos | 34,23 | 24,25 | 20,46 | 17,66 | 3,19 | 0,20 | 1 008    |
| Aljustrel             | 41,33 | 23,18 | 17,63 | 13,05 | 4,54 | 0,27 | 5 664    |

### Almodôvar
| Candidato               | Candidato               | Votos | %               |
| ----------------------- | ----------------------- | ----- | --------------- |
|                         | Aníbal Cavaco Silva     | 1 689 | 42,21 / 100,00  |
|                         | Manuel Alegre           | 1 042 | 26,04 / 100,00  |
|                         | Mário Soares            | 596   | 14,90 / 100,00  |
|                         | Jerónimo de Sousa       | 453   | 11,32 / 100,00  |
|                         | Francisco Louçã         | 203   | 5,07 / 100,00   |
|                         | Garcia Pereira          | 18    | 0,45 / 100,00   |
| Votos Inválidos         | Votos Inválidos         | 58    | 1,43 / 100,00   |
| Total                   | Total                   | 4 059 | 100,00 / 100,00 |
| Eleitorado/Participação | Eleitorado/Participação | 7 559 | 53,70 / 100,00  |

| Freguesia                   | %     | %     | %     | %     | %    | %    | Votantes |
| Freguesia                   | ACS   | MA    | MS    | JDS   | FL   | GP   | Votantes |
| --------------------------- | ----- | ----- | ----- | ----- | ---- | ---- | -------- |
| Aldeia dos Fernandes        | 31,30 | 24,35 | 20,00 | 15,65 | 8,70 | 0    | 348      |
| Almodôvar                   | 45,55 | 28,82 | 10,86 | 10,02 | 4,48 | 0,28 | 1 806    |
| Gomes Aires                 | 33,92 | 19,82 | 32,60 | 7,49  | 5,73 | 0,44 | 233      |
| Rosário                     | 40,99 | 28,98 | 9,54  | 12,01 | 7,77 | 0,71 | 288      |
| Santa Clara-a-Nova          | 46,79 | 22,19 | 14,44 | 11,23 | 4,28 | 1,07 | 387      |
| Santa Cruz                  | 36,03 | 22,40 | 20,55 | 16,17 | 4,16 | 0,69 | 439      |
| São Barnabé                 | 57,63 | 17,60 | 14,69 | 6,21  | 2,82 | 0,85 | 358      |
| Senhora da Graça de Padrões | 19,70 | 36,87 | 18,69 | 17,68 | 7,07 | 0    | 200      |
| Almodôvar                   | 42,21 | 26,04 | 14,90 | 11,32 | 5,07 | 0,45 | 4 059    |

### Alvito
| Candidato               | Candidato               | Votos | %               |
| ----------------------- | ----------------------- | ----- | --------------- |
|                         | Aníbal Cavaco Silva     | 445   | 34,44 / 100,00  |
|                         | Jerónimo de Sousa       | 339   | 26,24 / 100,00  |
|                         | Manuel Alegre           | 295   | 22,83 / 100,00  |
|                         | Mário Soares            | 157   | 12,15 / 100,00  |
|                         | Francisco Louçã         | 53    | 4,10 / 100,00   |
|                         | Garcia Pereira          | 3     | 0,23 / 100,00   |
| Votos Inválidos         | Votos Inválidos         | 25    | 1,90 / 100,00   |
| Total                   | Total                   | 1 317 | 100,00 / 100,00 |
| Eleitorado/Participação | Eleitorado/Participação | 2 142 | 61,48 / 100,00  |

| Freguesia            | %     | %     | %     | %     | %    | %    | Votantes |
| Freguesia            | ACS   | JDS   | MA    | MS    | FL   | GP   | Votantes |
| -------------------- | ----- | ----- | ----- | ----- | ---- | ---- | -------- |
| Alvito               | 39,52 | 29,19 | 22,16 | 7,49  | 1,35 | 0,30 | 679      |
| Vila Nova da Baronia | 29,01 | 23,08 | 23,56 | 17,15 | 7,05 | 0,16 | 638      |
| Alvito               | 34,44 | 26,24 | 22,83 | 12,15 | 4,10 | 0,23 | 1 317    |

### Barrancos
| Candidato               | Candidato               | Votos | %               |
| ----------------------- | ----------------------- | ----- | --------------- |
|                         | Aníbal Cavaco Silva     | 266   | 31,89 / 100,00  |
|                         | Manuel Alegre           | 204   | 24,46 / 100,00  |
|                         | Jerónimo de Sousa       | 188   | 22,54 / 100,00  |
|                         | Mário Soares            | 147   | 17,63 / 100,00  |
|                         | Francisco Louçã         | 27    | 3,24 / 100,00   |
|                         | Garcia Pereira          | 2     | 0,24 / 100,00   |
| Votos Inválidos         | Votos Inválidos         | 25    | 2,91 / 100,00   |
| Total                   | Total                   | 859   | 100,00 / 100,00 |
| Eleitorado/Participação | Eleitorado/Participação | 1 624 | 52,89 / 100,00  |

| Freguesia | %     | %     | %     | %     | %    | %    | Votantes |
| Freguesia | ACS   | MA    | JDS   | MS    | FL   | GP   | Votantes |
| --------- | ----- | ----- | ----- | ----- | ---- | ---- | -------- |
| Barrancos | 31,89 | 24,46 | 22,54 | 17,63 | 3,24 | 0,24 | 859      |
| Barrancos | 31,89 | 24,46 | 22,54 | 17,63 | 3,24 | 0,24 | 859      |

### Beja
| Candidato               | Candidato               | Votos  | %               |
| ----------------------- | ----------------------- | ------ | --------------- |
|                         | Manuel Alegre           | 5 119  | 28,80 / 100,00  |
|                         | Aníbal Cavaco Silva     | 4 913  | 27,45 / 100,00  |
|                         | Jerónimo de Sousa       | 4 643  | 25,94 / 100,00  |
|                         | Mário Soares            | 2 324  | 12,98 / 100,00  |
|                         | Francisco Louçã         | 853    | 4,77 / 100,00   |
|                         | Garcia Pereira          | 47     | 0,26 / 100,00   |
| Votos Inválidos         | Votos Inválidos         | 289    | 1,59 / 100,00   |
| Total                   | Total                   | 18 188 | 100,00 / 100,00 |
| Eleitorado/Participação | Eleitorado/Participação | 29 921 | 60,79 / 100,00  |

| Freguesia                   | %     | %     | %     | %     | %     | %    | Votantes |
| Freguesia                   | MA    | ACS   | JDS   | MS    | FL    | GP   | Votantes |
| --------------------------- | ----- | ----- | ----- | ----- | ----- | ---- | -------- |
| Albernoa                    | 21,58 | 19,66 | 35,01 | 17,51 | 6,00  | 0,24 | 427      |
| Baleizão                    | 20,68 | 9,32  | 55,25 | 4,41  | 10,00 | 0,34 | 597      |
| Beja (Salvador)             | 31,62 | 30,62 | 18,77 | 13,65 | 5,09  | 0,24 | 2 940    |
| Beja (Santa Maria da Feira) | 28,82 | 27,43 | 26,31 | 10,91 | 6,41  | 0,13 | 1 538    |
| Beja (Santiago Maior)       | 32,84 | 22,43 | 28,33 | 10,98 | 5,14  | 0,27 | 3 717    |
| Beja (São João Baptista)    | 25,59 | 46,53 | 10,92 | 13,10 | 3,58  | 0,28 | 3 646    |
| Beringel                    | 23,06 | 31,33 | 29,70 | 12,41 | 3,13  | 0,38 | 809      |
| Cabeça Gorda                | 24,74 | 13,59 | 41,41 | 17,05 | 2,82  | 0,38 | 787      |
| Mombeja                     | 27,78 | 17,59 | 19,44 | 27,78 | 6,02  | 1,39 | 218      |
| Nossa Senhora das Neves     | 32,22 | 16,97 | 28,86 | 17,19 | 4,65  | 0,11 | 939      |
| Quintos                     | 37,07 | 16,59 | 31,22 | 11,71 | 3,41  | 0    | 206      |
| Salvada                     | 18,95 | 18,34 | 50,85 | 9,55  | 2,00  | 0,31 | 653      |
| Santa Clara de Louredo      | 34,00 | 9,33  | 40,44 | 10,67 | 5,56  | 0    | 459      |
| Santa Vitória               | 26,62 | 15,83 | 38,61 | 13,91 | 4,56  | 0,48 | 421      |
| São Brissos                 | 18,03 | 18,03 | 49,18 | 9,84  | 4,92  | 0    | 62       |
| São Matias                  | 30,93 | 28,53 | 18,62 | 19,22 | 2,70  | 0    | 336      |
| Trigaches                   | 38,43 | 19,03 | 19,03 | 15,67 | 7,46  | 0,37 | 273      |
| Trindade                    | 20,25 | 21,52 | 34,81 | 17,09 | 6,33  | 0    | 160      |
| Beja                        | 28,80 | 27,45 | 25,94 | 12,98 | 4,77  | 0,26 | 18 188   |

### Castro Verde
| Candidato               | Candidato               | Votos | %               |
| ----------------------- | ----------------------- | ----- | --------------- |
|                         | Manuel Alegre           | 1 329 | 36,39 / 100,00  |
|                         | Jerónimo de Sousa       | 848   | 23,22 / 100,00  |
|                         | Aníbal Cavaco Silva     | 806   | 22,07 / 100,00  |
|                         | Mário Soares            | 370   | 10,13 / 100,00  |
|                         | Francisco Louçã         | 281   | 7,69 / 100,00   |
|                         | Garcia Pereira          | 18    | 0,49 / 100,00   |
| Votos Inválidos         | Votos Inválidos         | 63    | 1,70 / 100,00   |
| Total                   | Total                   | 3 715 | 100,00 / 100,00 |
| Eleitorado/Participação | Eleitorado/Participação | 6 340 | 58,60 / 100,00  |

| Freguesia                | %     | %     | %     | %     | %     | %    | Votantes |
| Freguesia                | MA    | JDS   | ACS   | MS    | FL    | GP   | Votantes |
| ------------------------ | ----- | ----- | ----- | ----- | ----- | ---- | -------- |
| Casével                  | 30,05 | 32,86 | 15,02 | 11,27 | 9,86  | 0,94 | 215      |
| Castro Verde             | 38,37 | 18,55 | 25,26 | 9,91  | 7,35  | 0,55 | 2 231    |
| Entradas                 | 27,93 | 37,09 | 19,25 | 9,86  | 5,87  | 0    | 435      |
| Santa Bárbara de Padrões | 36,59 | 24,07 | 16,59 | 11,71 | 10,57 | 0,49 | 622      |
| São Marcos da Ataboeira  | 38,76 | 31,58 | 17,70 | 7,18  | 4,31  | 0,48 | 212      |
| Castro Verde             | 36,39 | 23,22 | 22,07 | 10,13 | 7,69  | 0,49 | 3 715    |

### Cuba
| Candidato               | Candidato               | Votos | %               |
| ----------------------- | ----------------------- | ----- | --------------- |
|                         | Jerónimo de Sousa       | 886   | 35,43 / 100,00  |
|                         | Manuel Alegre           | 646   | 25,83 / 100,00  |
|                         | Aníbal Cavaco Silva     | 530   | 21,19 / 100,00  |
|                         | Mário Soares            | 365   | 14,59 / 100,00  |
|                         | Francisco Louçã         | 67    | 2,68 / 100,00   |
|                         | Garcia Pereira          | 7     | 0,28 / 100,00   |
| Votos Inválidos         | Votos Inválidos         | 36    | 1,42 / 100,00   |
| Total                   | Total                   | 2 537 | 100,00 / 100,00 |
| Eleitorado/Participação | Eleitorado/Participação | 4 121 | 61,56 / 100,00  |

| Freguesia        | %     | %     | %     | %     | %    | %    | Votantes |
| Freguesia        | JDS   | MA    | ACS   | MS    | FL   | GP   | Votantes |
| ---------------- | ----- | ----- | ----- | ----- | ---- | ---- | -------- |
| Cuba             | 35,46 | 24,54 | 22,27 | 14,70 | 2,59 | 0,44 | 1 609    |
| Faro do Alentejo | 41,05 | 25,93 | 14,20 | 16,05 | 2,78 | 0    | 328      |
| Vila Alva        | 29,26 | 32,22 | 22,59 | 14,07 | 1,85 | 0    | 273      |
| Vila Ruiva       | 34,78 | 26,71 | 21,74 | 13,04 | 3,73 | 0    | 327      |
| Cuba             | 35,43 | 25,83 | 21,19 | 14,59 | 2,68 | 0,28 | 2 537    |

### Ferreira do Alentejo
| Candidato               | Candidato               | Votos | %               |
| ----------------------- | ----------------------- | ----- | --------------- |
|                         | Manuel Alegre           | 1 275 | 26,89 / 100,00  |
|                         | Jerónimo de Sousa       | 1 274 | 26,87 / 100,00  |
|                         | Aníbal Cavaco Silva     | 1 208 | 25,48 / 100,00  |
|                         | Mário Soares            | 777   | 16,39 / 100,00  |
|                         | Francisco Louçã         | 193   | 4,07 / 100,00   |
|                         | Garcia Pereira          | 14    | 0,30 / 100,00   |
| Votos Inválidos         | Votos Inválidos         | 60    | 1,25 / 100,00   |
| Total                   | Total                   | 4 801 | 100,00 / 100,00 |
| Eleitorado/Participação | Eleitorado/Participação | 8 006 | 59,97 / 100,00  |

| Freguesia               | %     | %     | %     | %     | %    | %    | Votantes |
| Freguesia               | MA    | JDS   | ACS   | MS    | FL   | GP   | Votantes |
| ----------------------- | ----- | ----- | ----- | ----- | ---- | ---- | -------- |
| Alfundão                | 27,07 | 20,36 | 29,98 | 18,12 | 3,80 | 0,67 | 455      |
| Canhestros              | 25,74 | 29,37 | 26,40 | 14,85 | 2,64 | 0,99 | 304      |
| Ferreira do Alentejo    | 25,73 | 27,00 | 28,03 | 14,75 | 4,30 | 0,19 | 2 637    |
| Figueira dos Cavaleiros | 33,33 | 30,39 | 17,69 | 14,85 | 3,51 | 0,23 | 890      |
| Odivelas                | 25,93 | 22,90 | 26,26 | 18,18 | 6,40 | 0,34 | 305      |
| Peroguarda              | 27,88 | 26,44 | 14,42 | 28,37 | 2,88 | 0    | 210      |
| Ferreira do Alentejo    | 26,89 | 26,87 | 25,48 | 16,39 | 4,07 | 0,30 | 4 801    |

### Mértola
| Candidato               | Candidato               | Votos | %               |
| ----------------------- | ----------------------- | ----- | --------------- |
|                         | Jerónimo de Sousa       | 1 580 | 36,02 / 100,00  |
|                         | Manuel Alegre           | 1 068 | 24,34 / 100,00  |
|                         | Aníbal Cavaco Silva     | 998   | 22,75 / 100,00  |
|                         | Mário Soares            | 570   | 12,99 / 100,00  |
|                         | Francisco Louçã         | 152   | 3,46 / 100,00   |
|                         | Garcia Pereira          | 19    | 0,43 / 100,00   |
| Votos Inválidos         | Votos Inválidos         | 73    | 1,64 / 100,00   |
| Total                   | Total                   | 4 460 | 100,00 / 100,00 |
| Eleitorado/Participação | Eleitorado/Participação | 7 865 | 56,71 / 100,00  |

| Freguesia                 | %     | %     | %     | %     | %    | %    | Votantes |
| Freguesia                 | JDS   | MA    | ACS   | MS    | FL   | GP   | Votantes |
| ------------------------- | ----- | ----- | ----- | ----- | ---- | ---- | -------- |
| Alcaria Ruiva             | 49,30 | 18,11 | 20,93 | 9,86  | 1,81 | 0    | 507      |
| Corte do Pinto            | 39,25 | 22,29 | 24,85 | 9,27  | 3,55 | 0,79 | 515      |
| Espírito Santo            | 31,86 | 23,53 | 22,55 | 17,65 | 4,41 | 0    | 205      |
| Mértola                   | 33,11 | 29,12 | 21,26 | 11,79 | 4,17 | 0,54 | 1 708    |
| Santana de Cambas         | 31,66 | 23,23 | 29,84 | 12,07 | 2,73 | 0,46 | 445      |
| São João dos Caldeireiros | 48,23 | 17,17 | 19,62 | 11,99 | 3,00 | 0    | 373      |
| São Miguel do Pinheiro    | 28,75 | 25,55 | 21,62 | 19,16 | 3,93 | 0,98 | 415      |
| São Pedro de Solis        | 25,56 | 15,04 | 34,59 | 22,56 | 2,26 | 0    | 136      |
| São Sebastião dos Carros  | 40,26 | 16,23 | 18,18 | 22,73 | 2,60 | 0    | 156      |
| Mértola                   | 36,02 | 24,34 | 22,75 | 12,99 | 3,46 | 0,43 | 4 460    |

### Moura
| Candidato               | Candidato               | Votos  | %               |
| ----------------------- | ----------------------- | ------ | --------------- |
|                         | Manuel Alegre           | 2 007  | 29,27 / 100,00  |
|                         | Jerónimo de Sousa       | 1 836  | 26,77 / 100,00  |
|                         | Aníbal Cavaco Silva     | 1 750  | 25,52 / 100,00  |
|                         | Mário Soares            | 940    | 13,71 / 100,00  |
|                         | Francisco Louçã         | 293    | 4,27 / 100,00   |
|                         | Garcia Pereira          | 32     | 0,47 / 100,00   |
| Votos Inválidos         | Votos Inválidos         | 80     | 1,15 / 100,00   |
| Total                   | Total                   | 6 938  | 100,00 / 100,00 |
| Eleitorado/Participação | Eleitorado/Participação | 14 127 | 49,11 / 100,00  |

| Freguesia                   | %     | %     | %     | %     | %    | %    | Votantes |
| Freguesia                   | MA    | JDS   | ACS   | MS    | FL   | GP   | Votantes |
| --------------------------- | ----- | ----- | ----- | ----- | ---- | ---- | -------- |
| Amareleja                   | 26,14 | 44,38 | 15,23 | 9,69  | 3,66 | 0,90 | 1 243    |
| Moura (Santo Agostinho)     | 28,20 | 16,49 | 34,68 | 15,02 | 5,33 | 0,27 | 1 854    |
| Moura (São João Baptista)   | 34,07 | 21,43 | 23,12 | 15,49 | 5,30 | 0,58 | 1 743    |
| Póvoa de São Miguel         | 24,52 | 13,35 | 43,05 | 15,80 | 2,45 | 0,82 | 373      |
| Safara                      | 27,96 | 33,01 | 23,11 | 13,40 | 2,52 | 0    | 523      |
| Santo Aleixo da Restauração | 21,48 | 36,69 | 21,03 | 18,57 | 2,24 | 0    | 449      |
| Santo Amador                | 28,21 | 45,42 | 13,55 | 9,16  | 3,30 | 0,37 | 276      |
| Sobral da Adiça             | 37,13 | 23,84 | 25,53 | 9,28  | 3,80 | 0,42 | 477      |
| Moura                       | 29,27 | 26,77 | 25,52 | 13,71 | 4,27 | 0,47 | 6 938    |

### Odemira
| Candidato               | Candidato               | Votos  | %               |
| ----------------------- | ----------------------- | ------ | --------------- |
|                         | Aníbal Cavaco Silva     | 4 072  | 30,43 / 100,00  |
|                         | Manuel Alegre           | 3 691  | 27,59 / 100,00  |
|                         | Jerónimo de Sousa       | 2 871  | 21,46 / 100,00  |
|                         | Mário Soares            | 1 873  | 14,00 / 100,00  |
|                         | Francisco Louçã         | 776    | 5,80 / 100,00   |
|                         | Garcia Pereira          | 97     | 0,72 / 100,00   |
| Votos Inválidos         | Votos Inválidos         | 309    | 2,25 / 100,00   |
| Total                   | Total                   | 13 689 | 100,00 / 100,00 |
| Eleitorado/Participação | Eleitorado/Participação | 22 213 | 61,63 / 100,00  |

| Freguesia                  | %     | %     | %     | %     | %    | %    | Votantes |
| Freguesia                  | ACS   | MA    | JDS   | MS    | FL   | GP   | Votantes |
| -------------------------- | ----- | ----- | ----- | ----- | ---- | ---- | -------- |
| Bicos                      | 25,00 | 27,05 | 26,03 | 15,07 | 6,16 | 0,68 | 298      |
| Boavista dos Pinheiros     | 12,91 | 40,00 | 23,55 | 15,89 | 6,95 | 0,71 | 718      |
| Colos                      | 29,01 | 23,61 | 26,31 | 16,19 | 4,55 | 0,34 | 609      |
| Longueira / Almograve      | 48,78 | 20,72 | 7,83  | 16,80 | 5,38 | 0,49 | 618      |
| Luzianes-Gare              | 22,91 | 32,00 | 28,36 | 11,64 | 4,36 | 0,73 | 279      |
| Odemira (Santa Maria)      | 32,29 | 28,88 | 25,75 | 8,31  | 4,36 | 0,41 | 745      |
| Odemira (São Salvador)     | 26,00 | 37,65 | 19,72 | 10,66 | 5,48 | 0,50 | 1 031    |
| Pereiras-Gare              | 32,43 | 20,00 | 34,59 | 9,73  | 1,62 | 1,52 | 191      |
| Relíquias                  | 20,60 | 16,87 | 27,89 | 27,18 | 7,10 | 0,36 | 574      |
| Saboia                     | 32,52 | 26,99 | 17,64 | 16,72 | 5,06 | 1,07 | 676      |
| Santa Clara-a-Velha        | 32,19 | 26,78 | 13,76 | 21,62 | 4,67 | 0,98 | 412      |
| São Luís                   | 34,71 | 20,13 | 28,75 | 11,35 | 4,56 | 0,50 | 1 232    |
| São Martinho das Amoreiras | 31,83 | 24,46 | 17,09 | 20,60 | 4,86 | 1,17 | 614      |
| São Teotónio               | 26,76 | 30,67 | 19,88 | 13,42 | 7,93 | 1,35 | 2 665    |
| Vale de Santiago           | 26,46 | 18,45 | 44,17 | 8,01  | 2,43 | 0,49 | 417      |
| Vila Nova de Milfontes     | 37,60 | 27,52 | 18,17 | 10,47 | 5,94 | 0,29 | 2 094    |
| Zambujeira do Mar          | 34,86 | 28,88 | 9,96  | 18,92 | 6,77 | 0,60 | 516      |
| Odemira                    | 30,43 | 27,59 | 21,46 | 14,00 | 5,80 | 0,72 | 13 689   |

### Ourique
| Candidato               | Candidato               | Votos | %               |
| ----------------------- | ----------------------- | ----- | --------------- |
|                         | Aníbal Cavaco Silva     | 1 364 | 44,66 / 100,00  |
|                         | Manuel Alegre           | 631   | 20,66 / 100,00  |
|                         | Jerónimo de Sousa       | 552   | 18,07 / 100,00  |
|                         | Mário Soares            | 399   | 13,06 / 100,00  |
|                         | Francisco Louçã         | 88    | 2,88 / 100,00   |
|                         | Garcia Pereira          | 20    | 0,65 / 100,00   |
| Votos Inválidos         | Votos Inválidos         | 49    | 1,58 / 100,00   |
| Total                   | Total                   | 3 103 | 100,00 / 100,00 |
| Eleitorado/Participação | Eleitorado/Participação | 5 365 | 57,84 / 100,00  |

| Freguesia        | %     | %     | %     | %     | %    | %    | Votantes |
| Freguesia        | ACS   | MA    | JDS   | MS    | FL   | GP   | Votantes |
| ---------------- | ----- | ----- | ----- | ----- | ---- | ---- | -------- |
| Conceição        | 33,01 | 35,92 | 18,45 | 11,65 | 0,97 | 0    | 103      |
| Garvão           | 36,85 | 23,19 | 23,60 | 13,66 | 2,07 | 0,62 | 488      |
| Ourique          | 45,28 | 21,78 | 16,36 | 13,61 | 2,23 | 0,74 | 1 372    |
| Panoias          | 33,62 | 24,14 | 28,45 | 8,91  | 4,02 | 0,86 | 353      |
| Santa Luzia      | 33,96 | 18,40 | 30,19 | 10,85 | 6,13 | 0,47 | 213      |
| Santana da Serra | 62,88 | 11,72 | 6,39  | 14,92 | 3,55 | 0,53 | 574      |
| Ourique          | 44,66 | 20,66 | 18,07 | 13,06 | 2,88 | 0,65 | 3 103    |

### Serpa
| Candidato               | Candidato               | Votos  | %               |
| ----------------------- | ----------------------- | ------ | --------------- |
|                         | Jerónimo de Sousa       | 3 286  | 40,18 / 100,00  |
|                         | Aníbal Cavaco Silva     | 1 926  | 23,55 / 100,00  |
|                         | Manuel Alegre           | 1 715  | 20,97 / 100,00  |
|                         | Mário Soares            | 973    | 11,90 / 100,00  |
|                         | Francisco Louçã         | 249    | 3,04 / 100,00   |
|                         | Garcia Pereira          | 30     | 0,37 / 100,00   |
| Votos Inválidos         | Votos Inválidos         | 102    | 1,24 / 100,00   |
| Total                   | Total                   | 8 281  | 100,00 / 100,00 |
| Eleitorado/Participação | Eleitorado/Participação | 14 432 | 57,38 / 100,00  |

| Freguesia                | %     | %     | %     | %     | %    | %    | Votantes |
| Freguesia                | JDS   | ACS   | MA    | MS    | FL   | GP   | Votantes |
| ------------------------ | ----- | ----- | ----- | ----- | ---- | ---- | -------- |
| Aldeia Nova de São Bento | 42,05 | 28,29 | 18,74 | 8,13  | 2,49 | 0,30 | 1 708    |
| Brinches                 | 43,21 | 23,21 | 16,61 | 13,21 | 3,04 | 0,71 | 563      |
| Pias                     | 60,14 | 11,14 | 18,82 | 7,15  | 2,05 | 0,70 | 1 728    |
| Serpa (Salvador)         | 18,35 | 35,12 | 26,03 | 15,13 | 5,08 | 0,28 | 1 800    |
| Serpa (Santa Maria)      | 26,74 | 28,63 | 25,79 | 14,00 | 4,53 | 0,32 | 959      |
| Vale de Vargo            | 62,44 | 12,04 | 17,66 | 6,26  | 1,61 | 0    | 630      |
| Vila Verde de Ficalho    | 38,62 | 19,14 | 22,65 | 18,12 | 1,36 | 0,11 | 893      |
| Serpa                    | 40,18 | 23,55 | 20,97 | 11,90 | 3,04 | 0,37 | 8 281    |

### Vidigueira
| Candidato               | Candidato               | Votos | %               |
| ----------------------- | ----------------------- | ----- | --------------- |
|                         | Manuel Alegre           | 917   | 30,01 / 100,00  |
|                         | Jerónimo de Sousa       | 798   | 26,11 / 100,00  |
|                         | Aníbal Cavaco Silva     | 755   | 24,71 / 100,00  |
|                         | Mário Soares            | 412   | 13,48 / 100,00  |
|                         | Francisco Louçã         | 160   | 5,24 / 100,00   |
|                         | Garcia Pereira          | 14    | 0,46 / 100,00   |
| Votos Inválidos         | Votos Inválidos         | 56    | 1,80 / 100,00   |
| Total                   | Total                   | 3 112 | 100,00 / 100,00 |
| Eleitorado/Participação | Eleitorado/Participação | 5 321 | 58,49 / 100,00  |

| Freguesia      | %     | %     | %     | %     | %    | %    | Votantes |
| Freguesia      | MA    | JDS   | ACS   | MS    | FL   | GP   | Votantes |
| -------------- | ----- | ----- | ----- | ----- | ---- | ---- | -------- |
| Pedrógão       | 28,25 | 40,61 | 14,77 | 11,08 | 4,98 | 0,32 | 628      |
| Selmes         | 32,60 | 25,20 | 18,00 | 17,40 | 6,40 | 0,40 | 509      |
| Vidigueira     | 18,00 | 29,07 | 33,64 | 14,71 | 4,21 | 0,36 | 1 434    |
| Vila de Frades | 32,08 | 31,33 | 19,14 | 9,38  | 7,13 | 0,94 | 541      |
| Vidigueira     | 30,01 | 26,11 | 24,71 | 13,48 | 5,24 | 0,46 | 3 112    |